# Daniel Estrada
Daniel Estrada, född 27 februari 1990, är en friidrottare från Chile. Han deltog vid olympiska sommarspelen 2016.